# Зальфельд
Зальфельд (нем. Saalfeld/Saale) — город в Германии, в земле Тюрингия.
Входит в состав района Зальфельд-Рудольштадт.  Население составляет 27 008 человек (на 31 декабря 2010 года). Занимает площадь 44,72 км². Официальный код  —  16 0 73 077.
Город подразделяется на 14 городских районов.

## История
10 октября 1806 года здесь произошло сражение между наполеоновской и прусской армиями, которое закончилось победой французов.
В годы Второй мировой войны в окрестности города располагался один из филиалов концлагеря «Бухенвальд», концлагерь «Лаура».
С 1945 по 1949 год в городе дислоцировались части 39-й гвардейской стрелковой дивизии 8-й гвардейской армии (ГСОВГ), а также 17-й гвардейский танковый Орловский ордена Ленина Краснознаменный ордена Суворова полк 79-й гвардейской танковой Запорожской ордена Ленина Краснознаменной орденов Суворова и Богдана Хмельницкого дивизии, 8-й гвардейской ордена Ленина армии.
В городе производится знаменитый шоколад Scho-Ka-Kola.

## Достопримечательности
Сказочные гроты Заальфельда (нем. Saalfelder Feengrotten) или Фингроттен — пещеры бывшей шахты недалеко от города.

## Фотографии

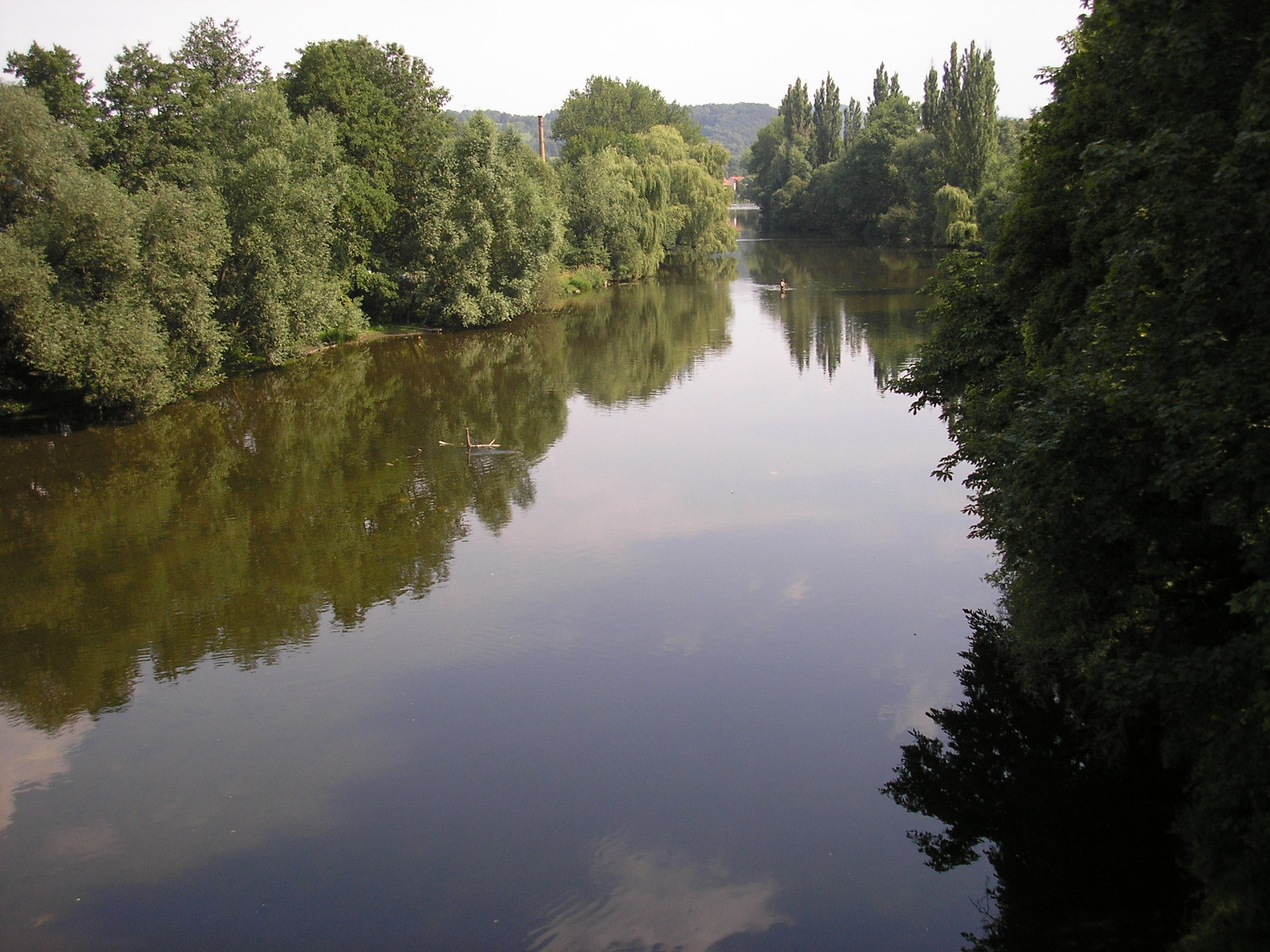
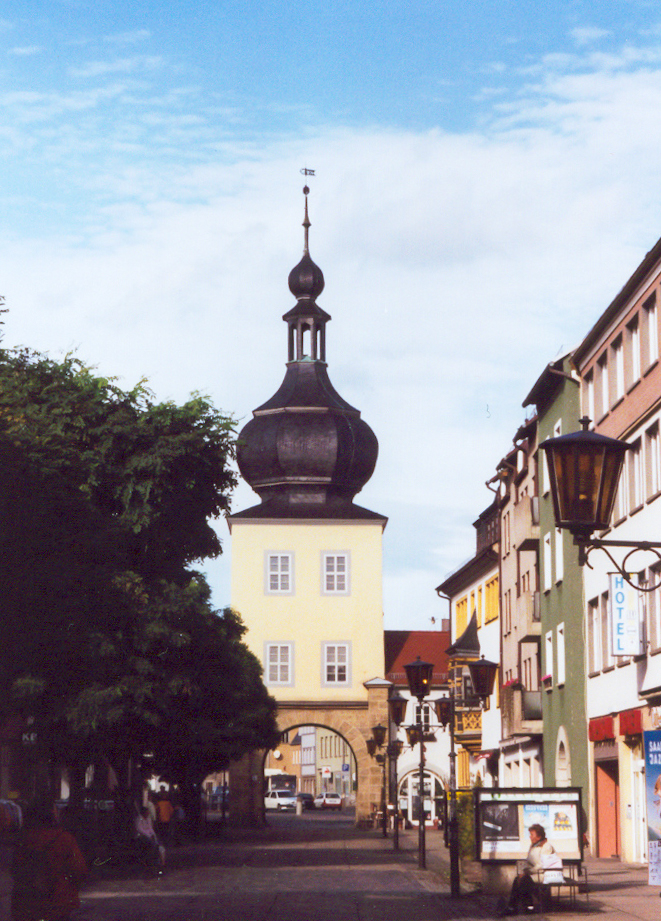
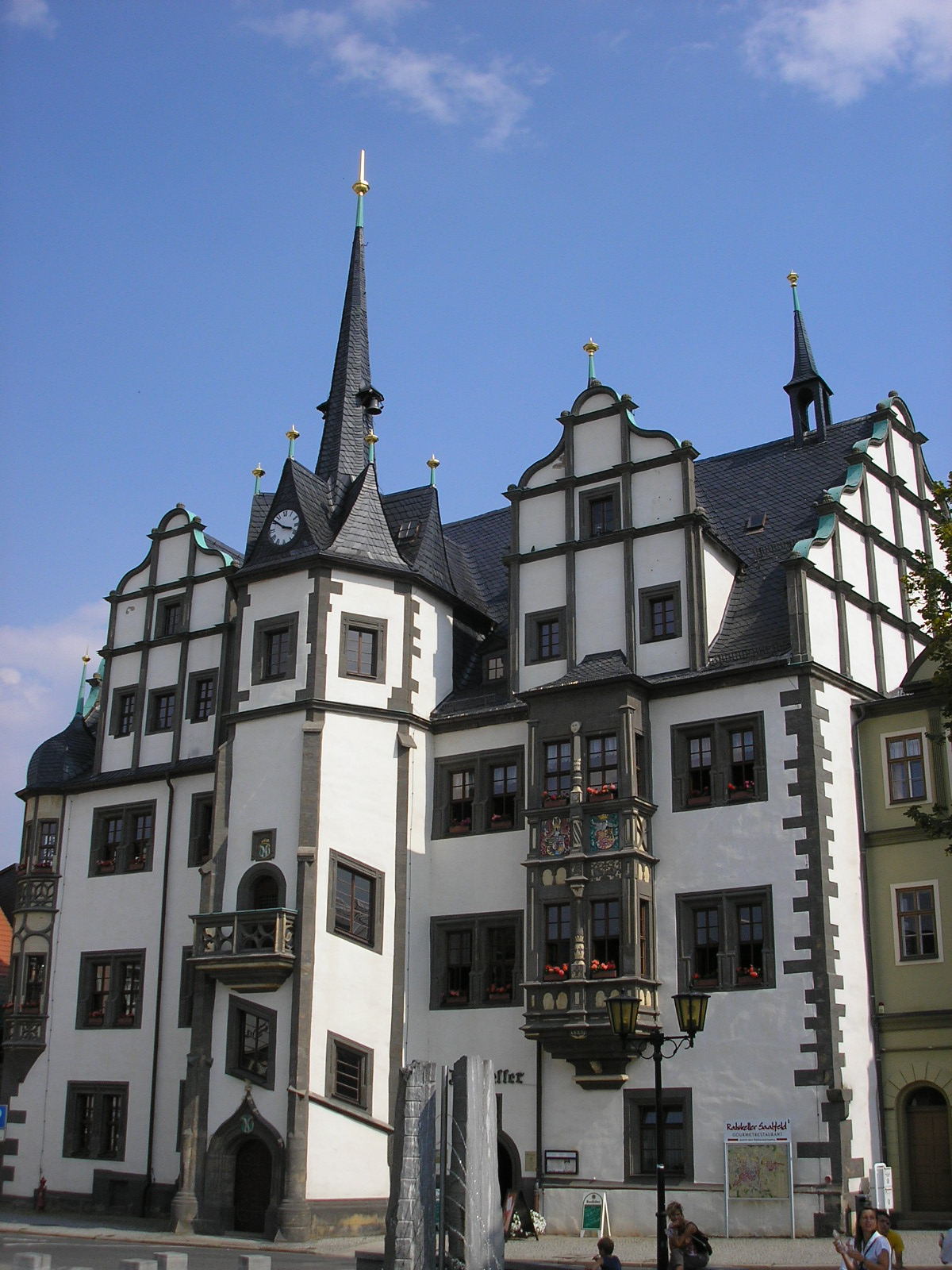
Ратуша
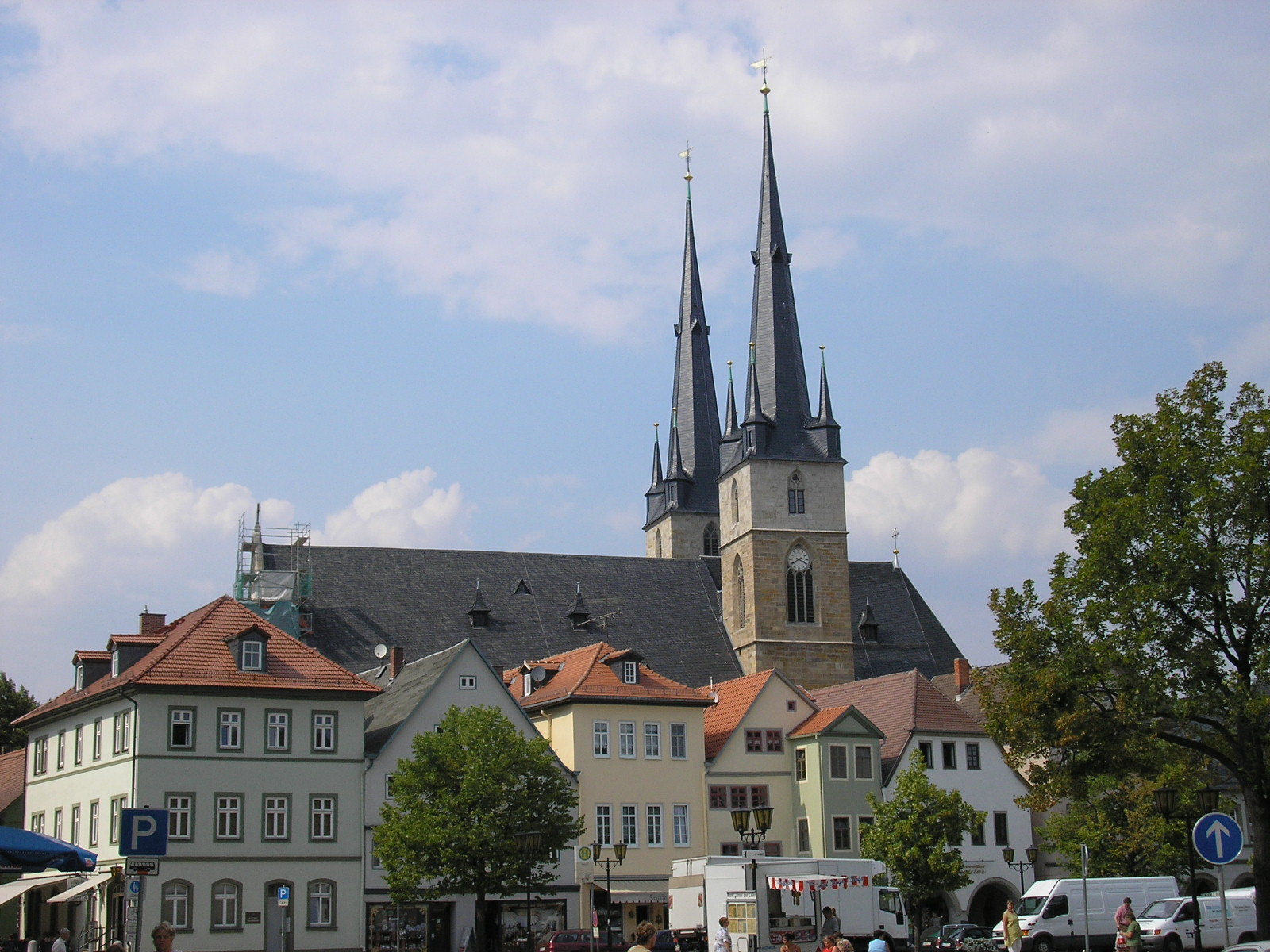
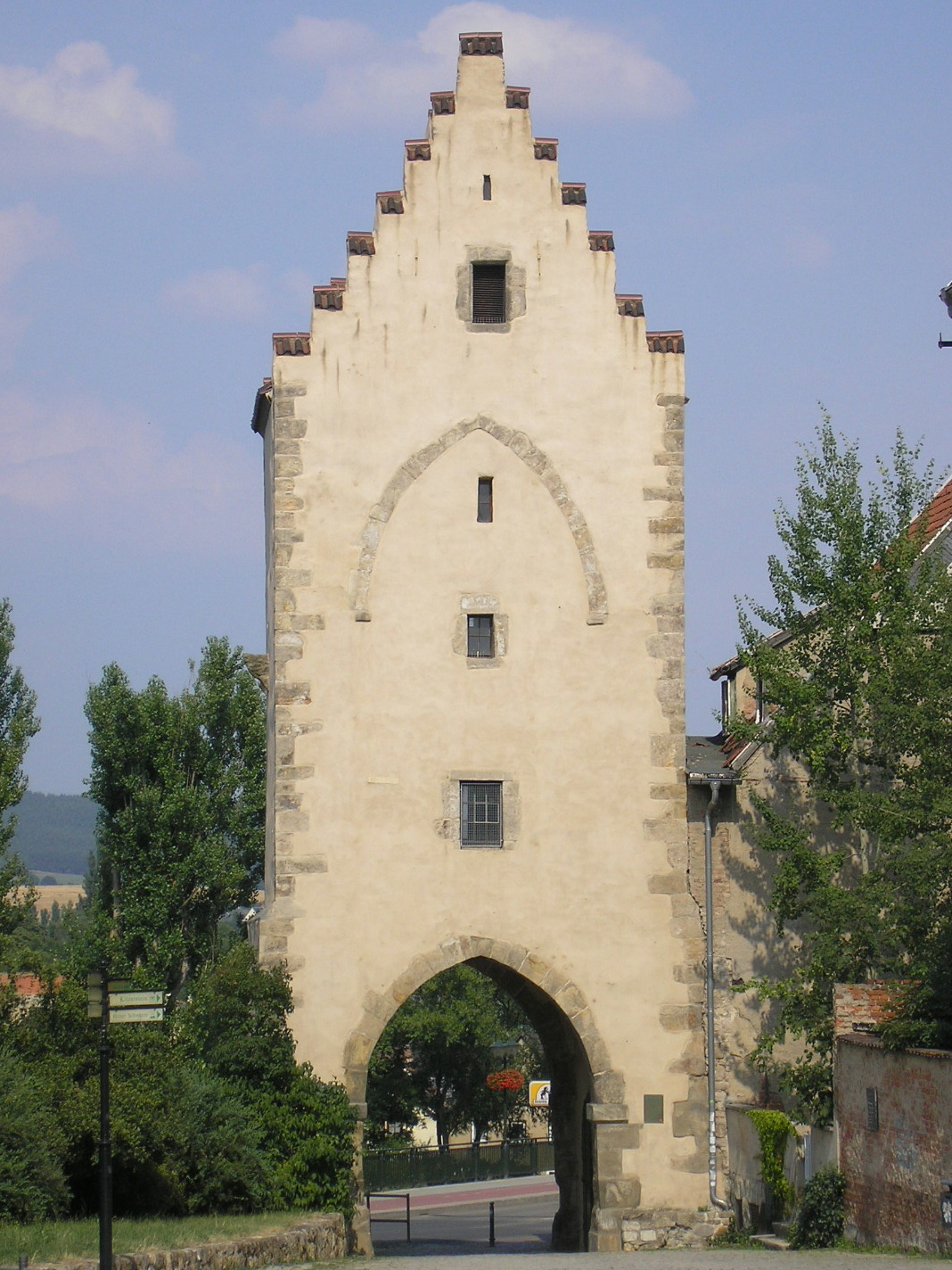